# Dieter Grahn

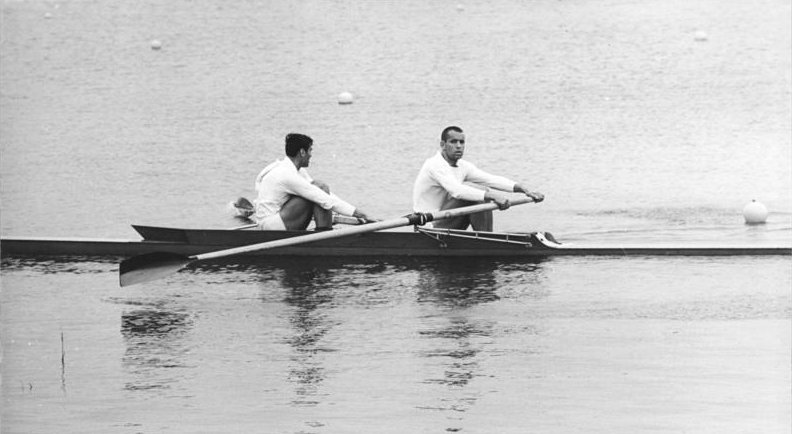
Dieter Grahn (links) und Frank Forberger werden 1969 DDR-Meister im Zweier ohne Steuermann

Dieter Grahn (* 20. März 1944 in Zobten, Provinz Niederschlesien) ist ein ehemaliger DDR-Ruderer und -trainer und war von 2000 bis März 2009 Trainer der deutschen Männer-Nationalmannschaft.
Grahn begann das Rudern im Verein BSG Einheit Meißen und war später für den SC Einheit Dresden aktiv. Er wurde in den 1960er und 1970er Jahren jeweils zweimal Olympiasieger, Welt- und Europameister im Vierer ohne Steuermann der DDR. Ab 1980 feierte Grahn als Trainer diverser Riemenboote der DDR-Mannschaft Erfolge mit Siegen auf Weltmeisterschaften und Olympischen Spielen.
Seit der Wiedervereinigung arbeitete Grahn im Bundesleistungszentrum Dortmund als Nachwuchstrainer. In dieser Zeit betreute er zahlreiche erfolgreiche Mannschaften auf Weltmeisterschaften und olympische Mannschaften. Der von ihm betreute U23-Achter gewann u. a. 1997 und 2000 den Weltmeistertitel in dieser Altersklasse.
Nachdem der Deutschland-Achter 2000 die Qualifikation für die Olympischen Spiele in Sydney verpasst hatte und auch andere Bootsklassen enttäuschten, wurde Dieter Grahn Trainer der Männer-Riemen-Nationalmannschaft. Seitdem konnte die Mannschaft wieder zunehmend Erfolge verbuchen, u. a. wurde der deutsche Vierer ohne Steuermann im Jahr 2002 und der Deutschland-Achter im Jahr 2006 Weltmeister. 2008 wurde ihm die Verantwortung für den Deutschland-Achter nach dessen mäßigen Leistungen bei den vorolympischen Ruder-Weltcups entzogen, er blieb aber Disziplintrainer für den Männerriemenbereich. Wenig später zog er sich aus der Vorbereitung der Olympischen Spiele 2008 komplett zurück.

## Auszeichnungen (Auswahl)
- 1968: Vaterländischer Verdienstorden in Silber
- 1971: Stern der Völkerfreundschaft in Silber
- 1972: Vaterländischer Verdienstorden in Gold